# 唐阿基努
唐阿基努是巴西马托格罗索州的一个市镇。总面积2205.079平方公里，总人口8264人，人口密度3.7人/平方公里。